# Reginald ze Sidonu

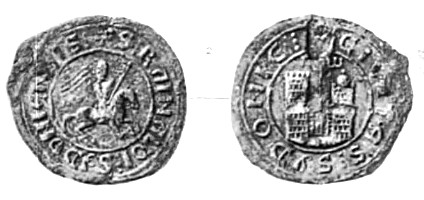
Renaudova pečeť

Reginald ze Sidonu, psán též někdy jako Renaud ze Sidonu, či Renaud de Grenier byl křižáckým baronem ze Sidonu a mocným šlechticem Jeruzalémského království ve 12. století.

## Cesta k moci
Reginald byl synem Gérarda ze Sidonu a Anežky z Bures a vnukem jeruzalémského konetábla Eustacha. Jeho vliv v království začal stoupat, když se oženil Anežkou z Courtenay, která se tak vdávala již počtvrté. Když roku 1174 zemřel Anežčin bývalý manžel, král Amaury I. Jeruzalémský a na trůn nastoupil jejich nezletilý syn Balduin IV., stal se Reginald Balduinovým nevlastním otcem. Aby se však mohl stát regentem a mohl tak za mladého krále fakticky vládnout, musel by jím být jmenován. Avšak Reginald se o tuto funkci sám neucházel, namísto toho podpořil do funkce regenta hraběte z Tripolisu Raimonda III., jehož protikandidátem byl Miles z Plancy.
Roku 1177 se Reginald účastnil bitvy u Montgisardu, ve které křižáci porazili sultána Saladina. O dva roky později, do bitvy u Jakubova brodu, kterou křižáci prohráli Reginald ze Sidonu nezasáhl, protože se svými posilami přijel příliš pozdě. Když zjistil, že bitvu již nezmění, obrátil se zpět na ústup do Sidonu a křižáky, kteří po bitvě prchali pryč, nechal na pospas muslimům. Při Saladinově invazi do Jeruzalémského království roku 1183, byl Reginald při obraně země nápomocen. Jeho žena a králova matka Anežka z Courtenay byla při válečných tažení často přítomna. Starala se o malomocného Balduina IV.

## Nástupnické spory
V době bitvy u Jakubova brodu již Balduin IV. vládl sám bez regenta. Díky podpoře Balduinova bratrance, anglického krále Jindřicha II. a dalšímu omezování vlivu ambiciózního Raimonda III., se králi podařilo provdat svou ovdovělou sestru Sibylu za francouzského šlechtice z Poitou Guye de Lusignan, který byl vazalem Jindřichova syna Richarda a jehož starší bratr Amaury de Lusignan byl usazený u jeruzalémského dvora. Nemocný král, který již nemohl chodit a byl slepý, jmenoval regentem království Guye. Po krátké době však byl svým švagrem zklamán, neb Guy byl váhavý, nejistý a snadno ovlivnitelný, nicméně ctižádostivé povahy. Balduin IV. proto korunoval svým spoluvládcem a nástupcem svého synovce Balduina z Montferratu, čímž se pokusil Guye a Sibylu vyšachovat z nástupnictví. Reginald, stejně jako Raimond III. i ostatní původní křižácké panstvo, u kterého nebyl Guy zrovna oblíben, králův záměr podpořil a byl rovněž přítomen při korunovaci Balduina V.
Anežka zemřela v polovině roku 1184 a Balduin IV. ji následoval již na jaře 1185. Za Balduina V., protože byl stále nezletilý, vládl regent Raimond III. Balduin V. však zemřel roku 1186 na trůn se dostal Guy de Lusignan, díky sňatku se Sibylou. Reginald byl mezi šlechtici, kteří se snažili zabránit nástupu Guye na jeruzalémský trůn, to se jim však nepodařilo.

## Bitva u Hattínu a třetí křížová výprava
Spory mezi Guyem a Raimondem III., který jako jediný odmítl přísahat věrnost novému králi, se vyostřily natolik, že Guy plánoval zaútočit na Raimondovu pevnost Tiberias u Genezaretského jezera. Raimond se však dohodl se Saladinem, který k Tiberiadě poslal svou armádu. Balian z Ibelinu, další Raimondův spojenec však zařídil, aby Guy vyslal své zástupce do Tripolisu k vyjednávání o spojenectví. Do Tripolisu Baliana doprovázel i Reginald ze Sidonu, templářský velmistr Gérárd de Riderfort, velmistr johanitů Roger des Moulins a Joscius, arcibiskup z Tyru. 1. května 1187 však templáři a johanité napadli Saladinovy oddíly a u Cressonských pramenů utrpěli zdrcující porážku. Roger de Moulins padl a Gérard jen stěží vyvázl. Balian se poté stáhl do Nábulu a Reginald do své pevnosti Beaufort, ani jeden z nich se bitvy neúčastnil.
Saladin následně vtrhl do Jeruzalémského království. Král Guy shromáždil veškeré vojsko a vytáhl muslimům vstříc. Reginald ze Sidonu spolu s Balianem z Ibelinu velel zadnímu voji. Rozhodující bitva se odehrála 4. července 1187 u Hattínu, kde byla křižácká armáda téměř zničena. Z obklíčení se probil nejprve Raimond III., a poté odpoledne ještě Reginald spolu s Balianem a Joscelinem z Edessy, za což si u současných kronikářů vysloužili nálepku zbabělců. Reginald a Balian poté zamířili do Tyru, nad kterým, poté, co město opustil Raimond III., Reginald krátce převzal velení, dokud z Evropy nedorazil italský dobrodruh Konrád z Montferratu. Když Saladin přitáhl až k Tyru, Reginald vedl vyjednávání mezi Saladinem a Konrádem, který velel obraně města. Když se však město dlouho drželo, muslimové obléhání vzdali, tehdy Reginald odjel z Tyru do sídelního hradu Beaufort (Sidon padl krátce po porážce u Hattínu). Beaufort byl následně obležen muslimy a Reginald hrad dlouho bránil, čímž Saladina zdržel a dovolil tak obráncům Tyru připravit se na druhé obléhání. Když začal vyjednávat se Saladinem o Beaufortu, byl Saladinem zajat a uvězněn v Damašku, propuštěn byl až roku 1190.
Po propuštění se oženil s Helvisou, starší dcerou Baliana z Ibelinu a Marie Komnenovny. Ve třetí křížové výpravě znovu sehrál významnou politickou roli. Podpořil rozvod jeruzalémské princezny Isabelly a Homfroie z Toronu, čímž mohla být Isabella provdána za Konráda, který se tak stal uchazečem o jeruzalémský trůn v opozici proti Guyovi de Lusignan. Reginaldovy zkušenosti z arabského světa (byl jedním z mála křižáckých baronů, kteří uměli arabsky a měl dobré znalosti arabské literatury) byly využity v dalších diplomatických službách, když se stal vůdcem Konrádova poselstva, které jednalo za zády anglického krále Richarda, který stranil spíše svému vazalu Guyovi, se Saladinem v letech 1191–1192. Reginaldovo panství v Sidonu bylo křižáky dobyto zpět roku 1197.